# Communauté de communes de Juillac-Loyre-Auvézère
La communauté de communes de Juillac-Loyre-Auvézère est une ancienne communauté de communes française, située dans le département de la Corrèze et la région Limousin.
Elle tire son nom de la commune de Juillac et de deux cours d'eau, l'Auvézère et la Loyre.

## Historique
Créée en 1994, la communauté de communes du Bassin de la Loyre a changé de nom en août 2006 pour devenir la communauté de communes de Juillac-Loyre-Auvézère avec l'arrivée de Salagnac, commune du département voisin de la Dordogne, dépendant de la région Aquitaine.
Salagnac quitte la communauté de communes de Juillac-Loyre-Auvézère le 1er janvier 2013 pour rejoindre la communauté de communes Causses et Rivières en Périgord.
Au 31 décembre 2013, la communauté de communes de Juillac-Loyre-Auvézère est dissoute et ses communes adhèrent, au 1er janvier 2014, à la nouvelle communauté d'agglomération du bassin de Brive.

## Composition
Elle regroupait 8 communes :
| - Chabrignac - Juillac - Lascaux - Rosiers-de-Juillac | - Saint-Bonnet-la-Rivière - Saint-Cyr-la-Roche - Saint-Solve - Vignols |  |

## Administration
| Période                                  | Période       | Identité           | Étiquette | Qualité              |
| ---------------------------------------- | ------------- | ------------------ | --------- | -------------------- |
| ?                                        | avril 2001    | André Robert       |           | Vignols              |
| avril 2001                               | décembre 2013 | Jean-Claude Yardin | PS        | Maire de Saint-Solve |
| Les données manquantes sont à compléter. |               |                    |           |                      |

## Compétences
- Actions de développement économique
- Aménagement de l’espace
- Protection et mise en valeur de l’environnement
- Contrôle de l’Assainissement non collectif
- Jeunesse
- Animation
- Tourisme

### Sources
- CC de Juillac-Loyre-Auvézère sur la base ASPIC de la Corrèze, consultée le 8 novembre 2012.